# Ellenboro (Karolina Północna)
Ellenboro – miasto w Stanach Zjednoczonych, w stanie Karolina Północna, w hrabstwie Rutherford.